# 宋家漕站
宋家漕站位于中华人民共和国浙江省宁波市海曙区望春街道望童路、庙洪路交叉口，是宁波轨道交通6号线和规划中的5号线的地铁换乘站。6号线车站计划于2027年启用。

## 车站形制
宋家漕站位于海曙区望春街道望童路、庙洪路口。车站总建筑面积36153平方米，其中6号线车站沿望童路东西向设置，为地下二层岛式车站，长297米，宽22.7米，总建筑面积为17508平方米。5号线车站沿庙洪路南北向设置，为地下三层岛式车站，长180米，宽22.9米，建筑面积18645平方米。

## 出口
宋家漕站设置6个出入口。